# Triumphant (Get 'Em)
Singles de Mariah Carey
When Christmas Comes
(2011) Almost Home
(2013)
Triumphant (Get 'Em) est une chanson de la chanteuse américaine Mariah Carey, sortie le 3 août 2012. Le titre est écrit par Mariah Carey, Jermaine Dupri, Bryan-Michael Cox, William L. Roberts II, Robert R. Williams et composé par Mariah Carey, Jermaine Dupri, Bryan-Michael Cox. Il contient la collaboration des rappeurs Rick Ross et Meek Mill.

## Genèse
La chanson s'inspire de son mari Nick Canon et de la chanteuse Whitney Houston, décédée en début d'année.

## Accueil
La chanson reçoit des critiques mitigées. Le single atteint la 97e place au Billboard Hip-Hop/R&B Songs Chart et s'érige à la 15e place au Billboard Hot Songs. La chanson atteint la 3e meilleure place en Corée du Sud avec plus de 35,870 ventes digitales. Le titre s'érige à la 1re place du Billboard Hot Dance Club Songs.

## Vidéoclip
Le vidéoclip est dirigé par Nick Canon. Il y dévoile la chanteuse en train de chanter sur un ring de boxe, vêtue d'une robe longue en or.

## Remixes
Le titre bénéficie des plusieurs remixes dont celui de Pulse Club et celui de Vintage Throwback, qui permirent à Mariah Carey  d'obtenir la 1re place au Billboard Hot Dance Club Songs.

## Format et liste des pistes
- Téléchargement digital[1]

1. "Triumphant (Get 'Em)" (featuring Rick Ross & Meek Mill)

- Téléchargement légal – Pulse Club Remix[2]

1. "Triumphant" (Pulse Club Remix Extended)

- Téléchargement légal – Vintage Throwback Mix[3]

1. "Triumphant" (Vintage Throwback Mix)

## Classement hebdomadaire
| Classement (2012-2013)                      | Meilleure position |
| ------------------------------------------- | ------------------ |
| Allemagne (Deutsche Black Charts)           | 4                  |
| Australie (Urban ARIA)                      | 35                 |
| Belgique (Flandre Ultratip 100)             | 91                 |
| Belgique (Flandre Ultratop R&B/Hip-Hop)     | 49                 |
| Belgique (Wallonie Ultratip 50)             | 35                 |
| Corée du Sud (Gaon Chart)                   | 3                  |
| Croatie (HRT)                               | 38                 |
| États-Unis (Bubbling Under Hot 100 Singles) | 15                 |
| États-Unis (Dance Club Songs)               | 1                  |
| États-Unis (R&B/Hip-Hop Songs)              | 46                 |
| Espagne (PROMUSICAE)                        | 36                 |
| France (SNEP)                               | 135                |
| Japon (Hot 100)                             | 48                 |
| Royaume-Uni (UK R&B Chart)                  | 29                 |
| Royaume-Uni (UK Singles Chart)              | 144                |